# Adelshofen (Ansbach)
Adelshofen è un comune tedesco di 962 abitanti, situato nel land della Baviera.
Il suo territorio comprende quello dei comuni soppressi di Großharbach, Neustett, Tauberscheckenbach e Tauberzell.